# Aaron Egbele
Aaron Egbele, född den 29 januari 1979 i Benin, är en nigeriansk före detta friidrottare som tävlade i kortdistanslöpning.
Egbele deltog vid VM 2003 i Paris där han blev utslagen i försöken på både 100 meter och 200 meter. Han deltog även vid inomhus-VM 2004 men blev utslagen i semifinalen på 60 meter. 
Hans främsta merit är att han var med i stafettlaget på 4 x 100 meter som slutade som bronsmedaljörer vid Olympiska sommarspelen 2004.

## Personliga rekord
- 60 meter - 6,65
- 100 meter - 10,11
- 200 meter - 20,54